# Лапароцентез
Ла́пароценте́з — лечебно-диагностическая хирургическая манипуляция, целью которой является выявление повреждения внутренних органов, удаление выпота (при асците), введения препаратов (например, гемостатиков). Чаще всего применяется при диагностике повреждений внутренних органов живота при закрытой травме или ранениях, асците.

## Техника хирургического вмешательства
В области средней линии на 3 см ниже пупка, или в подвздошной области на 3—5 см медиальнее и чуть выше верхней ости подвздошной кости выполняется разрез. В кожную рану вводится однозубый крючок, которым захватывается и приподнимается апоневроз. Затем в рану вводится троакар с мандреном. После прокалывания брюшной стенки мандрен извлекают, в просвет троакара вводится катетер, которым выпускают избыточную жидкость.